# 博德尔
博德尔（法語：Baudre，法語發音：[bodʁ]）是法国芒什省的一个市镇，属于圣洛区。

## 地理
博德尔（49°5'21"N, 1°4'23"W）面积3.81 平方千米，位于法国诺曼底大区芒什省，该省份为法国西北部沿海省份，西、北、东北三面环大西洋，东起顺时针与卡爾瓦多斯省、奧恩省、马耶讷省和伊勒-维莱讷省接壤。
与博德尔接壤的市镇（或旧市镇、城区）包括：圣洛、维尔河畔孔代、维尔河畔圣苏珊。

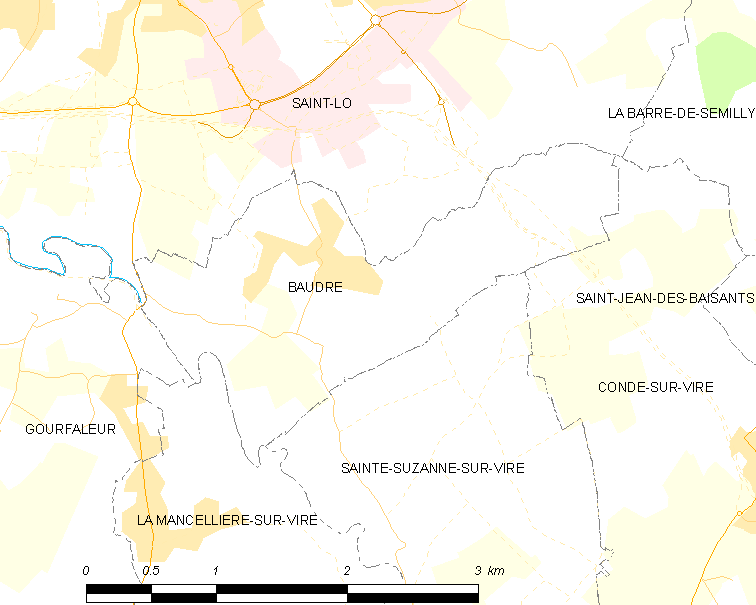
博德尔的OSM定位图

博德尔的时区为UTC+01:00、UTC+02:00（夏令时）。

## 行政
博德尔的邮政编码为50000，INSEE市镇编码为50034。

## 政治
博德尔所属的省级选区为圣洛第二县。

## 人口

1962-2008年间博德尔人口变化图示

博德尔于2022年1月1日时的人口数量为595人。